# Velká Rogovaja
Velká Rogovaja, Horní Rogovaja nebo jen Rogovaja (rusky Большая Роговая, Верхняя Роговая nebo Роговая) je řeka v Komijské republice a v Něneckém autonomním okruhu Archangelské oblasti na severovýchodě evropské části Ruska. Je dlouhá 311 km. Plocha povodí zasahuje 7290 km².

## Průběh toku
Protéká Bolšezemelskou tundrou. Ústí zprava do Usy (povodí Pečory).

## Vodní režim
Zdroj vody je smíšený.